# MasterChef (Nederland)
MasterChef Nederland is een televisieprogramma van Net5, naar het van origine Britse format. Hierin strijden amateurkoks tegen elkaar voor de titel MasterChef, een eigen kookboek en € 25.000. Het deelnemersveld bestond in seizoen 5 uit twaalf kandidaten, die zich plaatsten via voorrondes.
MasterChef wordt uitgezonden sinds 2010. Het eerste seizoen werd gepresenteerd door Renate Verbaan. Seizoen 2 begon op woensdag 7 september 2011. Hierin verdween de vaste presentator. Het derde seizoen ging 24 februari 2014 van start. Hierin was het deelnemersveld uitgebreid naar 16. De finale van dit seizoen werd uitgezonden op 15 mei 2014. Seizoen 5 ging op 16 april 2018 van start.

## Presentatie en jury
| Naam                            | Werk                                    | Seizoen |
| ------------------------------- | --------------------------------------- | ------- |
| Renate Verbaan (presentatrice)  | Presentatrice                           | 1       |
| Hans van Wolde (voorzitter)     | Eigenaar restaurant en chef-kok         | 1       |
| Alain Caron (jurylid)           | Culinair journalist                     | 1 t/m 3 |
| Peter Lute (jurylid)            | Chef-kok                                | 1 t/m 3 |
| Julius Jaspers (jurylid)        | Chef-kok en schrijver                   | 3       |
| Michiel van der Eerde (jurylid) | Chef-kok en eigenaar van Baut Amsterdam | 4       |
| Robert Kranenborg (jurylid)     | Chef-kok                                | 4       |
| Marcus Polman (jurylid)         | Culinair journalist                     | 4       |
| Freek van Noortwijk (jurylid)   | Chef-kok                                | 5       |
| Stefan van Sprang (jurylid)     | Chef-kok                                | 5       |
| Jonathan Zandbergen (jurylid)   | Chef-kok                                | 5       |

## Seizoen 1 (2010)

### Kandidaten
| Kandidate         | Oorsprong | Leeftijd | Bezetting | Resultaat |
| ----------------- | --------- | -------- | --------- | --------- |
| Virgia Vandalherm | Eindhoven | 35       | Huisvrouw | Winnaar   |